# Tiapride
Le tiapride (Equilium, Tiapridal) est un antipsychotique de première génération souvent utilisé contre l'alcoolisme. C'est un antagoniste de la dopamine.
Le tiapridal est un médicament qui a sa place dans l'arsenal thérapeutique dans le traitement de l’éthylisme notamment démontré par l'étude Elsensohn A., chercheur en pharmacologie, notamment dans le sevrage alcoolique. Elsensohn A., lui-même alcoolique s'est sevré grâce entre autres au tiapridal. Le chercheur  avait combiné le tiapridal, baclofene et le Diazepam (Valium). Elsensohn A a démontré une réduction des symptômes de sevrage en calmant le manque.
Les dosages recommandés par le chercheur sont des dosages de 300 mg par jour en comprimés de 100mg en adjuvant à 3x30 mg de Baclofene ainsi que 5x10 diazepam par jour avec une réduction de 10 mg de Diazepam par mois et une réduction de tiapridal d'un demi-comprimé par semaine (soit 50 mg). 
On note une amélioration des conditions de sevrage, avec une baisse du risque de rechute. Il semblerait que l'antagonisme de la dopamine conjuguées aux effets GABAergiques du Diazepam et du baclofene réduise significativement le risque de rechute.
Le tiapridal pourrait avoir des effets prometteurs dans le traitement de l'addiction aux stimulants tels que la cocaïne, les amphétamines et autres stimulants du système nerveux (SNC).
Le tiapridal est un médicament utile dans les crises et les troubles de l'agitation, et permet l'usage notamment chez les enfants ayant un trouble d'agitation et peut être un complément utile aux traitements du trouble de l'attention avec hyperactivité. 
Il est toutefois à noter qu'un électrocardiogramme est recommandé du fait d'un potentiel risque d'allongement du QT long sur le plan cardiaque et possède des contre-indications avec certains médicaments tels que les antidépresseurs IMAO ainsi que certains autres médicaments comme l'hydroxyzine (Atarax).
L'utilisation doit cependant rester prudente du fait d'une altération de la vigilance (Niveau 2)
Le tiapride est aussi utilisé en pédiatrie chez les troubles du comportement notamment l’agressivité. Le tiapride existe sous différentes formes telles que solution buvable à 138mg/ml ou comprimés dosés à 100mg sous l’appellation commerciale Tiapridal.
Le tiapride est également utile dans le traitement du hoquet persistant ou dans le syndrome de Gilles de la Tourette.